# Slættaratindur
Slættaratindur es el punto más alto de las Islas Feroe con 880 m de altura. Se encuentra en la parte norte de la isla de Eysturoy. Su nombre quiere decir " la cumbre plana ". Puede ser subido en aproximadamente cuatro horas, y aunque las rutas sean irregulares, no hace falta tener habilidades trepadoras para alcanzar la cumbre. Cuando hace buen tiempo la cumbre da vistas sobre el archipiélago entero. Slættaratindur es una de las diez montañas en las Islas Feroe que se elevan sobre 800 m encima del nivel de mar. Gráfelli, el segundo pico más alto con 856 m.